# Parasenecio pentaloba
Parasenecio pentaloba là một loài thực vật có hoa trong họ Cúc. Loài này được R.C.Srivast., C.Jeffrey mô tả khoa học đầu tiên.